# 选举操控
选举操控或稱選舉舞弊（英語：Electoral fraud），台灣政壇稱選舉漚步（漚步：台語，爛招數）泛指以各种非法或不公正的手段妨碍自由选举，致使選舉結果受到干預或操控。普遍選舉（Universal suffrage）是民主政體重要的組成部分，選舉舞弊嚴重破壞民主精神及自由原則，而其法律下的具體規限與罰則因不同國家而異。

## 舞弊方法

### 操縱選民
操縱虛假的戶口遷移
在地區性的選舉，藉由戶籍的遷移，將保證能夠獲得的大量選票集中到特定選區之內。但是這些人往往不是真正居住在該戶籍地，只是為了取得投票資格的虛假行為。
剝奪投票權
- 在選舉前，變更選區範圍（通常是縮小選區），或是修改投票資格，將不利於己的選票族群排除掉。
- 更改選舉日期也可能改變各族群的投票率，例如在大學的期中考或期末考時舉辦選舉會降低大學生的投票率，而如果各大學校方與大學生平均政治立場相背、剝奪投票權效應可能更加嚴重。

組織動員的非自願投票行為
例如宗教操控信徒，或是傳統型的社區，進行組織動員，將選票集中到特定的候選人。為了避免目標選民不去投票，操控者會以交通工具，團進團出的方式，載往投票的場所。
誘導選民的投票意向
- 利用耳語操縱棄保，使選民誤以為特定候選人沒有當選機會，而自動將選票集中到其他更有機會勝出的候選人。
- 公佈其他候選人的不公開行程，或揭露其他候選人的個人隱私（財產、病歷）
- 以虛假的政見，永遠不會實現的承諾進行誆騙。
- 操作造假的民調。（捏造民調數據，或是誘導式民調）
- 製造暴力事件，產生同情票。
- 偽裝或蓄意誤導成所支持者(含自己)之對手之意釋放攻擊所支持者(含自己)或其他候選人的可輕易證偽之假消息，直/間接使選民質疑 被偽裝者 或 蓄意誤導之目標對象 的品格或情報能力。

### 恐嚇
- 以暴力脅迫，或是暗示特定候選人如果當選，將導致戰爭或經濟惡化增加失業率。
- 企業主告知員工，若選舉結果不合企業主之意，則會少發薪水、獎金。

### 賄選
- 賄選，又稱買票。指在選舉前，候選人以組織動員的方式，交付現金、提供免費的旅遊、或贈予高價禮品，藉以誘導大批選民的投票意向。
- 期約賄選與候選人的政見，有時候很難區別，例如在選舉時提出大興土木工程或交通建設的政見，就有可能是在暗示選舉樁角，將在當選後大包工程給他們賺。不過在選舉後，仍可以用是否涉及圖利特定廠商、利益輸送，與是否有對價關係來區分。
- 另一種期約賄選是以賭盤的方式進行，在選舉前不交付任何的買票錢，欲買票者為人頭出賭盤的投注金，並聲明當投注對象的候選人當選時，人頭們可得投注彩金的方式進行，藉以誘導人頭們幫忙拉票。

### 抹黑造謠
- 以不實的消息散佈，或黑函攻擊，意圖使特定候選人不當選。但如果為事實陳述，不涉及候選人的個人隱私，悠關公眾利益……等的話，則不屬於造謠與毀謗。

### 做票
在投開票過程中，利用不正當手段使特定候選人之得票增加或減少，進而改變投票結果的行為；如果僅改變少數選票、或在鐵票區執行，做票仍是很容易執行的。
有時候邊開票邊投票（沒有限定投票截止時間），或是利用通信投票，能夠滿足作票的需求條件，一旦發現己方選情不利，便動員支持者灌票，以及施壓他人做出錯誤結果。
- 更改用電子投票的人的投票內容或使其投票無效
- 竄改票數紀錄
- 重複點算有利特定候選人之選票
- 將假票混入真票中，並點算之
- 投票所人員協助殘疾人士時不按選民意願而揀選特定候選人
- 塗污或損壞有利特定候選人之選票，並使其成為廢票
- 不點算有利特定候選人之選票
- 同一位選民於不同選區同時登記為選民
- 沒有資格登記為選民的人（及動物）登記為選民並投票或代其登記並投票
- 代未登記為選民的人登記並投票
- 利用未在選民名冊中除名的死者或不活躍選民身份投票
- 施壓他人做出錯誤結果如川普致電拉芬斯伯格事件。

### 減少競爭對手
- 勸退（使用退選補償金等金錢或職務等利益攻勢，或暴力威脅，或是策動候選人的親屬進行勸退）
- 要求轉選區
- 政治犯或褫奪公權（藉以剝奪競爭對手的參選資格）
- 謀殺（有些選舉會規定候選人重傷或死亡時，必須暫停選舉，也可能是謀殺的原因）

#### 事例
- 1954年2月，臺中縣長陳水潭於任內逝世，臺中縣縣長一職因而在1956年舉行補選。當時豐原鎮的青年黨籍醫生議員王地在得知道陳水潭因病過世後欲領表登記參選，準備與大甲名醫郭秋漢及國民黨推派的廖五湖等一同競選縣長。[1]然而在3月16日，王地卻接獲臨時徵召令，被台中團管區要求必須在4月2日下午二時前報到，入伍擔任軍醫。即若徵召屬實，他將失去參選資格。3月20日臺灣省縣市選舉監察委員會更表示，王地因屬預備軍官，且已接到徵集令，應視同現役軍人，依規定將喪失被選舉權。[2]最終只有廖五湖一人完成登記並具備候選人資格，最後當然順利當選縣長。此事曾引起《自由中國》雜誌在社論譴責，與1956年當選桃園鎮長就收到「入伍令」的無黨籍的許新枝相提並論。[3]王地的例子被視為是國民黨政府從1954年歷經尷尬承認高玉樹當選臺北市長後，改從提名制度來下手，直接使王地喪失被選舉的資格，避免二度面臨美國向國民黨官方「祝賀」的突發情況。[4]

- 1968年彰化縣長選舉，國民黨提名現任縣議會議長陳時英，黨外則有醫師石錫勳獲青年黨提名為縣長候選人。然而2月16日午後，石錫勳診所卻出現身穿黑色中山裝的中年人，宣稱「自己的母親患有嚴重的老人病，特來請石先生往診」。石錫勳不疑有詐，帶著往診用手提包，結果石錫勳隨他坐來接的一部小包車出門後，一去不回。[5]:419據調查局特務李世傑的回憶，當時逮捕石錫勳是由調查局所主導。在蔣經國決定全力支持陳時英後，除了黨部，各特務機關如調查局、情報局、憲兵、警備總部或警察系統都希望能在蔣經國跟前搶得首功。[6]:190石錫勳遂以69歲之齡遭當局以出門醫治罹患急症的名義騙出診所，隨後押送臺北調查局秘密監獄裡。[6]:192最終陳時英在一人競選下當選彰化縣長。而石錫勳於1968年底獲保外就醫後，遠離彰化前往高雄。[5]:423

- 中國政府在反送中運動後，撓過政改的正常程序（政改五部曲），擅自將香港的政制改動，並稱之為「完善」選舉制度。在2021年香港立法會選舉和2023年香港區議會選舉開始，候選人須經香港特別行政區候選人資格審查委員會進行「參選資格審查」，唯反對派入閘機會極低。[7]另外立法會和區議會均設立新的提名門檻：立法會方面，每個參選人都需要得到選舉委員會五個界別至少各2人提名；區議會方面就要得到政府委任的「三會」成員至少各3人提名，由於選舉委員會在「完善」過後選民基礎、選舉委員比例等都被大幅削減，政府對選委會的可控度大增；「三會」更加全由政府委任，換言之政府已經完全掌握提名門檻，進一步將反對派參選的機會是完全不可能的。

### 操控假民調影響政黨提名候選人
- 不同陣營的支持者，使用與投票意願時不同的民調表態，去影響政黨提名候選人前的民調，藉使當選率較低的候選人排擠掉原本當選率較高的候選人。其原理與初選條目中的「掠奪」行為相近。
- 關於電話民調，不肖的候選人常在電話民調前，申請大量的市內電話裝機，藉以提高可操縱的電話民調數量。
- 改變民調條件，就可以得到不一樣的結果：例如不一樣的問題、民調的時間（白天或夜間調查）、使用行動電話或市內電話的不同都會造成不一樣的民調結果。

### 誤導性選票設計
- 例如非政黨提名的候選人，在選票上的政黨欄位註明政黨名稱。或是同名同姓的候選人出現在同一張選票上。或是選前刻意更改姓名，使用當時流行文化裡被人們所熟悉的姓名。

### 司法檢調系統介入選舉
- 司法系統藉由不公正的起訴及判決混淆選民觀感。若執政黨或司法檢調系統因為品質不佳、或有太多惡搞記錄，讓司法檢調系統被選民認為有政治傾向；因此為了避免造成司法介入選舉的負面觀感，而使得選舉的競選期間成為法律假期。或是選後，當選無事（緩起訴），落選被關。另一個手段則是司法系統在涉案人轉向後盡量將案件大事化小。
- 將擅長抓賄選的檢察官調職，可以藉此警告其他檢察官不要認真抓賄、至少讓檢察官只在鐵票區抓賄選（鐵票區一般不需要買票，就算優勢政黨買票被抓到，該政黨還是不會被下次選舉的選票制裁）。
- 由於商人給各政治勢力的金錢到底是行賄還是政治獻金，有很大的空間可以解釋；司法檢調系統可以利用起訴及判決明確告知商人，捐錢給特定政治勢力很容易被找麻煩。
- 拖延陳年舊案，在選舉前才起訴，俗稱「養案」；另一種則是在尚未確認為弊案時就趕在選舉前起訴。檢察官找出一些可以起訴、但很可能被法院判決無罪的事件，在選舉前才拿出來起訴（這經常要有執政者或司法系統縱容才敢這麼做）；最後經常罪證不足，甚至被證明為誣告，但已經影響選舉結果。
- 司法檢調系統經常大規模的監聽，不肖者會藉此惡整政敵。

## 預防選舉舞弊

### 不記名投票
投票者於投票時，選票不用寫下自己的名字及身份識別，避免非自願讓人知道自己的投票意向。由於這種投票方法不能追查投票者的投票意向，可確保投票者所投的票出於個人意願，而非受人指使或強迫，所以是一個世界普遍公認的選舉方法。

### 可供查證的選務流程
1. 選舉前的選舉人名冊造冊，按戶籍與人數發放記載選舉人姓名之選舉通知單。
2. 選舉時，憑選舉通知單、身分證、私章，領取選票，並以其私章在選舉人名冊註記，作為已領選票之證明。並回收選舉通知單。
3. 選舉後，總投票數等於有效票與廢票的總合，也等於選舉人名冊上實領選票的總合，也等於實際回收的選舉通知單的總合。

### 投票日禁止競選行為
為維護投票日之選舉秩序，確保選舉之公正與公平，任何人不得於投票當日從事競選或助選活動。不得有拉票、散發傳單、張貼懸掛或豎立標語旗幟、使用宣傳車輛或擴音器、穿著候選人競選背心於投票所附近徘徊等。

### 行政中立
行政首長競選連任，或是執政黨所提名的候選人，在其競選時常挾其背後的行政資源為其政見背書，進而影響選民的投票意向。為了避免造成對於其他候選人不公平的現象，因此必需以行政中立的原則。政務官雖可參與競選活動、但仍須遵守規則，例如不得威脅利誘公務員參與特定候選人的競選活動。

### 司法中立
司法必須遵循司法中立原則，而且不是依法辦理或司法獨立就叫中立。這是因為法律條文大多留給司法系統解釋彈性、也經常有不周延處、許多法條也是違法情節嚴重才法辦，況且司法人員與一般人一樣很可能有政黨偏好，因此只滿足依法辦理及司法獨立無法達到司法中立。

## 其他

### 禁止拉票
在选举投票前，禁止候选人向选民游说。拉票是候选人之间的竞争表现，有利于选民获知候选人更多信息，以帮助做出投票决定。禁止拉票对于非‘酝酿提名’的自荐候选人极为不利。

### 投票方式
- 中华人民共和国：

除了候选人提名只列被限定的人选外，还可以在选票上对表达弃权或者反对等进行障碍，如不设置反对表达等。除此之外也有其他的投票方式可以进行干涉，如影响投票的无记名性质，在08年中国大陆的全国政协主席、副主席和常委选举中，选票只印有反对或者弃权两个选项，赞成则为不需书写，因而候选人只要提笔书写，“就显示该委员对候选人投弃权票或反对票，构成了对‘无记名’的侵犯”。
- 中華民國（臺灣）：
  - 買票：台灣地方自治以來，兩黨時有耳聞買票情事。[來源請求]
  - 期約賄選，也是買票的一種，但是金額在確定某人當選後才會發放。
  - 公民投票法制訂问题，曾经多数赞成案亦容易因总票数不及全部投票权人的二分之一而被否决，现已修法解决这一问题。
  - 票箱選票數過少，讓選民的投票行為容易被估計，失去秘密投票的權力。台灣團結聯盟政治人物劉一德建議把票箱集中至一處，混合選票後再開票，以增加買票者驗證買票結果的難度。[來源請求]
  - 投票方法的問題：目前台灣的選票是選民將官方提供的卜字章用蓋章的方式印在選票上，但是有可能蓋在候選人的姓名、照片等區域；買票者會以「指定蓋章區域」的方式脅迫選民，確保買票成果。這個問題可以透過投票機投票及集中開票來避免。
  - 租借、保管選民身份證、使其無法投票，或用其他方法威脅利誘選民不投票；在對手優勢的選區執行，可以降低對手的得票率，而且很容易確保成果。
  - 做票：大規模做票很容易留下確鑿證據，如中壢事件，小規模的做票（僅改變少數選票、爭議票的認定不公）不太會留下證據、亦可用選務疏失脫罪。但若在大量開票所執行小規模做票，則可能影響選舉結果，如1992年花蓮縣立法委員選舉集體作票事件。
  - 無行為能力選舉人：目前許多無行為能力者（如中風者）仍擁有選舉權，而法令規定有需要者投票可由親友協助，這樣的規定可以保護肢體障礙者的權益，但也可以讓特定人士合法做票，其方法是以親友或監護人名義代替中風等失去意識者投票。
  - 調整投票時間，例如將就職時間差幾個月的選舉合併辦理，這樣造成的影響至少有「增加投票率」、「減少分裂投票」。而最大的危害是：降低買票成本（相同黨派、不同選舉的候選人可以聯合買票）；造成一些年輕人因此失去投票權（這是因為投票權的認定是選舉日滿二十歲，提前選舉會讓一些人失去投票權）；造成特定階級無法投票（例如刻意在連假前一兩週投票，讓非富裕階級不願意負擔兩倍的返家交通成本）；及延長空窗期（連任失敗者可以惡搞，變相恐嚇選民）。[來源請求]
  - 非業務需要但刻意安排部分特定對象於投票日「上班」、「考試」、「考前」，使其無法參與投票。

### 当选暗示
在续任选举前默认候选人为当选者进行工作安排和计划，例如2008年3月12日，中国外交部长杨洁篪在国家主席选举三天之前即宣布国家主席胡锦涛两个月后访问日本。

### 意愿强迫
中国首次影响较大的选举作弊是1913年中华民国大总统选举。在这次选举中，时任临时总统的袁世凯为了确保当选，派出军警包围国会，并以恐吓手段胁迫议员。

## 相關
- 贪污
- 表演性選舉
- 選舉舞弊事件列表（英语：List of controversial elections）
- 心理操縱術